# Frank Morley Fletcher
Frank Morley Fletcher (1866-1949), souvent appelé F. Morley Fletcher, est un peintre et graveur britannique connu principalement pour son rôle dans l'introduction de l'ukiyo-e comme un genre important dans l'art en Europe. 

## Biographie

### Jeunesse et formation

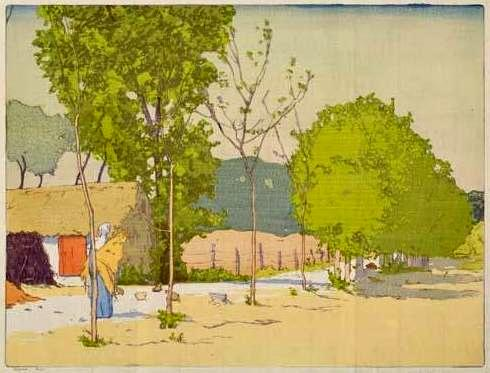
Trépied près d'Étaples.

Frank Fletcher naît le 25 avril 1866 à Whiston, une ville du Merseyside en Angleterre.
Il fait ses études à l'université de Londres, puis travaille à la St John's Wood Art School et dans l'atelier d'Hubert Vos. Il poursuit ses études d'art à Paris dans l'atelier de Fernand Cormon en 1888. Là, son exposition d'ukiyo-e (gravure sur bois en couleur japonaise) le conduit à une carrière dans l'enseignement et au développement du sujet. Un de ses étudiants est son compatriote représentant des gravures sur bois, Allen W. Seaby. Il influence un autre graveur sur bois Eric Slater ainsi que l'artiste botanique Lilian Snelling.

### Carrière
Franck Fletcher enseigne à Londres et dans les écoles de Reading où il forme de nombreux élèves à l'art de l'estampe en couleurs ; parmi ceux-ci on compte William Giles, Allen W. Seaby (en), Sydney Lee, Ethel Kirkpatrick (en), Mabel Allington Royds (en).
De 1907 à 1923, il est directeur du Edinburgh College of Art, où la graveuse Helen Stevenson fait partie de ses élèves. 
En 1924, Franck Fletcher devient directeur d'école de la Santa Barbara School of the Arts de Californie, aux États-Unis. Il démissionne de son poste de directeur au printemps 1930 et finalement déménage à Los Angeles où il continue à enseigner, peindre et exposer. 
À la fin des années 1930, la vue de Fletcher commence à baisser et sa production devient plus sporadique. Il déménage à Ojai au début des années 1940, une ville de Californie du comté de Ventura aux États-Unis, et y meurt le 2 novembre 1949. 
Il est le frère du physiologiste britannique Walter Morley Fletcher.